# Naro-1
Naro-1 tidigare känd som Korea Space Launch Vehicle I (KSLV I) var Sydkoreas första rymdraket. Raketen utvecklades av Korea Aerospace Research Institute. Raketen sköts upp från Naro Space Center. 
Raketen bestod av två stegs med en totalvikt på 140 000 kilogram och en lyftkapacitet på 100 kilogram. Det första steget drevs av flyttande bränsle. Det andra steget drevs av fastbränsle.

## Uppskjutningar
Första uppskjutningen genomfördes den 25 augusti 2009. Det rysktillverkade första steget fungerade som planerat, men satelliten placerades i fel omloppsbana.
Andra uppskjutningen gjordes den 10 juni 2010. 137 sekunder efter uppskjutning tappade man kontakten med raketen, möjligen kan den ha exploderat.
Tredje uppskjutningen gjordes den 30 januari 2013. Det var den första lyckade uppskjutningen av raketen. Den placerade satelliten STSAT-2C i polär omloppsbana runt jorden.

## Korea Space Launch Vehicle (KSLV)
KSLV är en sydkoreansk raketserie som är under utveckling av Korea Aerospace Research Institute. Raketerna är baserade på den ryska Angara-raketens första steg. 
Raketer

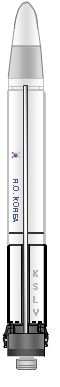
KSLV I

- Naro-1 - En tvåstegsraket med en startvikt på 140 000 kilogram och en lyftkapacitet på 100 kilogram.
- KSLV II eller Nuri - Var en planerad raket som skulle kunna placera 1 000 kilogram i låg omloppsbana runt jorden. Utvecklingen avbröts 2006. Utveckling återupptogs senare.
- KSLV III - Var en planerad trestegsraket med en lyftkapacitet på 1 500 kilogram.